# گابور بوتسکو
گابور بوتسکو (مجاری: Gábor Boczkó؛ زادهٔ ۱ آوریل ۱۹۷۷) شمشیرباز اهل مجارستان است.